# (255) Oppavia
(255) Oppavia és un asteroide pertanyent al cinturó d'asteroides descobert el 31 de març de 1886 per Johann Palisa des de l'observatori de Viena, Àustria.
Està nomenat així per Opava, una ciutat de la República Txeca.